# Пер, Бенуа
Бенуа́ Пер (фр. Benoît Paire; родился 8 мая 1989 года в Авиньоне, Франция) — французский теннисист; победитель четырёх турниров АТР (три из них в одиночном разряде), игрок сборной Франции в Кубке Дэвиса.

## Общая информация
Бенуа — один из двух сыновей Фелиппа и Элианы Пер. Его брата зовут Тома. Отец семейства Перов — служащий в SNCF, а мать работает в правительстве департаменте Воклюз.
И Бенуа и Тома сначала начали играть в мини-теннис в клубе рядом с домом, где тогда работал их отец. Тома Пер после короткой карьеры в профессиональном туре устроился в системе ФФТ на тренерскую работу.
Любимое покрытие Бенуа — грунт, лучший удар — бэкхенд.
Прозвище француза — «Стебелёк» (фр. La Tige, из-за относительно высокого роста и худобы).

## Спортивная карьера

### Первые годы карьеры
Бенуа Пер начал играть в теннис с пятилетнего возраста. В 18 лет начал принимать участие в профессиональных турнирах, уже второй из которых, проходивший во Франции под эгидой ITF в июле 2007 года, выиграл.

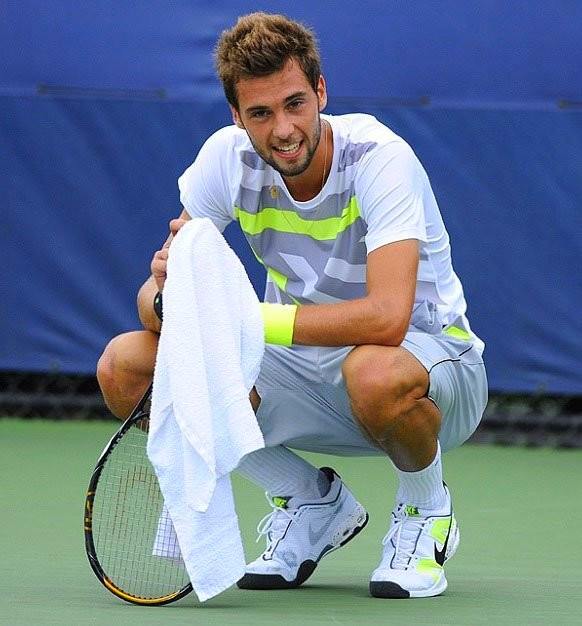
Пер на Открытом чемпионате США 2010 года

После этого Перу почти два года, до июня 2009 года, не удавалось выиграть турнир. Следующий титул он завоевал в Словении. Значительное усиление в его игре наблюдалось с начала 2010 года. В январе и марте он выиграл три турнира ITF в США и Португалии. В мае он пробился в основную сетку Открытого чемпионата Франции, где в первом круге проиграл Оливье Рохусу из Бельгии. В июне и августе он дважды доходил до финала турниров класса «челленджер», а затем на Открытом чемпионате США не только успешно преодолел квалификационные раунды, но и нанёс в первом круге поражение Райнеру Шуттлеру. В итоге к середине сентября он поднялся до 142-й позиции в рейтинге АТР, что стало улучшением почти на 200 позиций по сравнению с началом сезона.
В начале 2011 года Пер дошёл до второго круга сначала на открытом чемпионате Австралии, а потом, обыграв 33-ю ракетку мира Жиля Симона, на турнире в Роттердаме, поднялся до 120-го места в рейтинге. Осенью в Брашове он выиграл свой первый «челленджер» и подошёл вплотную к первой сотне в рейтинге, а в последние недели сезона добавил к списку побед второй титул в «челленджерах» — теперь в Зальцбурге.

### 2012—2014
В начале мая 2012 года в Белграде впервые в карьере вышел в финал турнира ATP. На грунтовых кортах в столице Сербии Бенуа последовательно обыграл четырёх соперников, стоящих выше него в рейтинге АТР — 6-ю ракетку турнира Фабио Фоньини (6-1 6-4), Гильермо Гарсия-Лопеса (4-6 7-5 7-5), третью ракетку турнира Яркко Ниеминена (0-6 6-2 7-5) и первую ракетку турнира Пабло Андухара (6-3 1-6 6-3). В финале Бенуа встретился со вторым сеяным Андреасом Сеппи, которому не смог оказать сопротивления — 3-6 2-6. Благодаря успешному выступлению Бенуа накануне своего 23-го дня рождения поднялся на высшее в карьере 67-е место в мировом рейтинге. В дальнейшем он продолжал подниматься в рейтинге, дойдя к октябрю до 41-го места и заработав за год на корте больше 500 тысяч долларов.
В 2013 году Пер продолжал подниматься в рейтинге. В Ченнае он выиграл первый за карьеру титул на турнирах АТР, причём сделал это в парном разряде, где его партнёром был олимпийский чемпион 2008 года Станислас Вавринка, а сразу после этого с Томасом Белуччи дошёл до четвертьфинала Открытого чемпионата Австралии, победив пары, посеянные под девятым и шестым номерами. В феврале в Монпелье он дошёл до второго за карьеру финала турнира АТР в одиночном разряде, причём перед этим едва не выбыл из борьбы уже во втором туре, отыграв матч-бол у Стива Дарси. После этого он поднялся в рейтинге уже на 38-ю строчку. В мае на Открытом чемпионате Италии Перу удалось обыграть 7-ю ракетку мира Хуана Мартина дель Потро и выйти в полуфинал, где его остановил Роджер Федерер. Этот успех принёс французу подъём в рейтинге сразу на десять мест — на 26-ю позицию. Однако после поражения в третьем круге Открытого чемпионата Франции от 15-й ракетки мира Кэя Нисикори Пера начали преследовать травмы, из-за которых он несколько раз снимался с соревнований. Только в конце сезона он снова сумел выйти в полуфинал на Открытом чемпионате Стокгольма после победы над Милошем Раоничем — 11-м номером рейтинга. Следующий год был испорчен проблемами с коленом: из-за травм Пер пропустил ряд крупных турниров в конце весны и начале лета и досрочно закончил сезон после поражения в первом круге Открытого чемпионата США. Лишь в начале года ему удалось несколько раз добраться до третьего круга на турнирах АТР — в Ченнаи, Касабланке и на Открытом чемпионате Австралии, а под конец сезона он, как правило, начинал свой путь в турнирах с квалификации, затем проигрывая в первом или втором круге основной сетки.

### 2015—2019

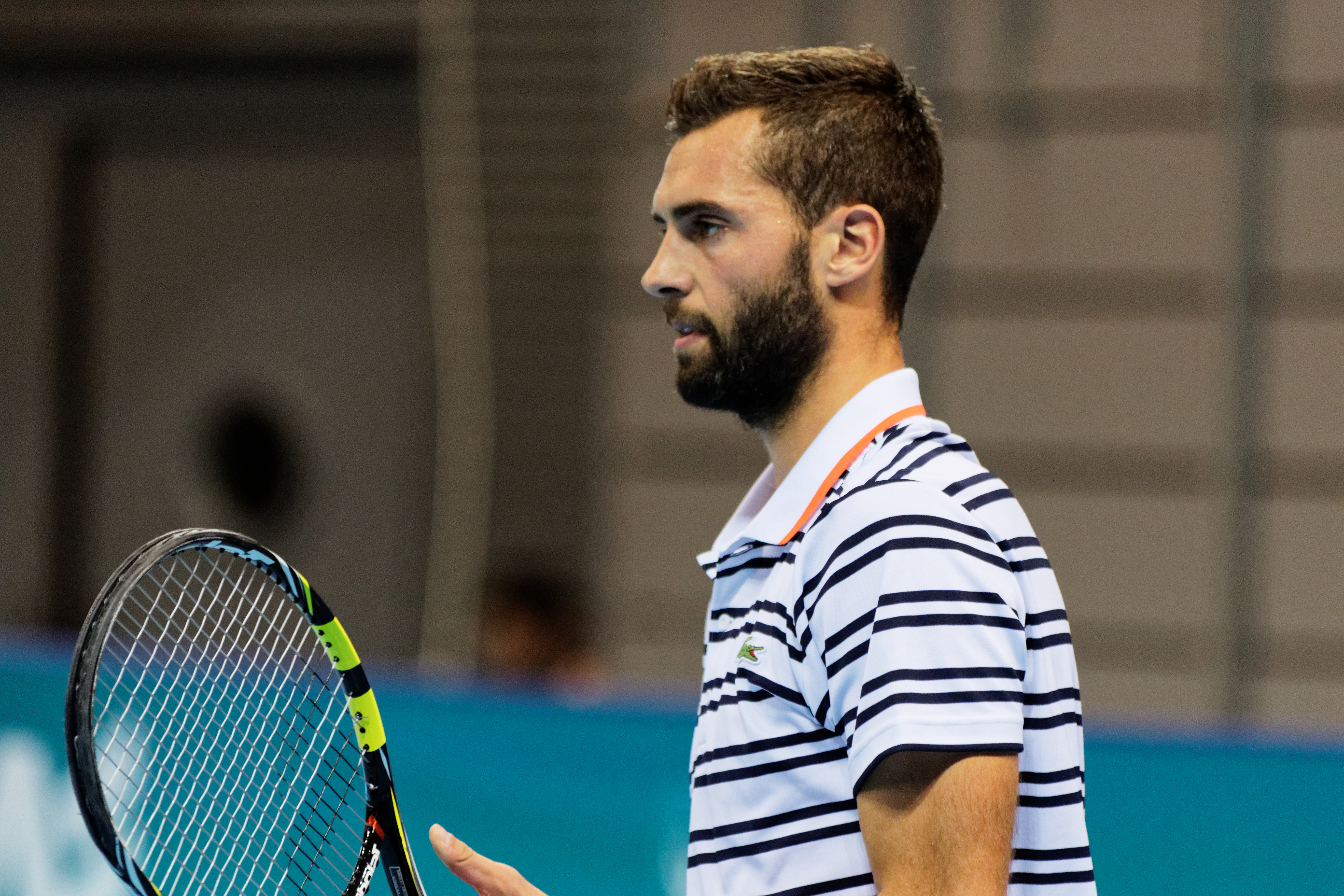
Пер в октябре 2015 года

В 2015 году Пер совершил новый рывок вверх в теннисной иерархии, за сезон поднявшись со 118-го на 19-е место в одиночном рейтинге АТР. Он стал первым с 2007 года игроком, победившим за один сезон в турнирах серии «фьючерс», «челленджерах» и основного тура ATP. Последний титул — и первый в своей карьере на этом уровне в одиночном разряде — он завоевал летом на Открытом чемпионате Швеции, победив по ходу турнира 16-ю, 25-ю и 21-ю ракетку мира (Давида Гоффена, Пабло Куэваса и Томми Робредо) и не отдав при этом соперникам ни одного сета. Вскоре после этого он показал лучший за карьеру результат на турнирах Большого шлема в одиночном разряде, пробившись в 4-й круг на Открытом чемпионате США после победы в первом круге над четвёртой ракеткой мира Кэем Нисикори; ещё одну победу над Нисикори Пер одержал на Открытом чемпионате Японии, где дошёл до финала, проиграв там Вавринке.
В начале 2016 года Пер вышел в финал Открытого чемпионата Ченная в паре с американцем Остином Крайчеком, а на следующей неделе достиг в одиночном рейтинге АТP 18-го места. Развить успех ему, однако, не удалось. На протяжении всего сезона на его счету не было ни одного финала в турнирах АТР в одиночном разряде (в том числе в феврале в Марселе, где он победил четвёртую ракетку мира Станисласа Вавринку, но затем уступил Марину Чиличу), а в парах он в дальнейшем не проходил дальше второго круга. На Открытом чемпионате Австралии француз проиграл в первом круге получившему уайлд-кард игроку из четвёртой сотни рейтинга Ноа Рубину, а на трёх остальных турнирах Большого шлема и на Олимпийских играх в Рио-де-Жанейро выбывал из борьбы во втором круге. Его поведение на Олимпийских играх, где Пер проводил время за пределами Олимпийской деревни и пренебрежительно отзывался о самом турнире, не дающем рейтинговых очков, было названо «неприемлемым» Федерацией тенниса Франции, и он был официально исключён из национальной сборной.
В мае 2017 года Пер одержал победу над Вавринкой, на тот момент третьей ракеткой мира, на турнире Мастерс в Мадриде, но уже в следующем круге проиграл сопернику из третьей десятки рейтинга. На Уимблдонском турнире он дошёл до четвёртого круга, а осенью пробился в финал в Меце после восьми подряд поражений в полуфиналах турниров АТР в одиночном разряде. По пути в финал он обыграл 12-ю ракетку мира Давида Гоффена. В то же время Пер несколько раз проигрывал уже в первом круге соперникам намного ниже себя в рейтинге, включая 333-ю ракетку мира Алекса де Минора и занимающего 655-е место в рейтинге Томми Хааса. В целом за год он одержал 31 победу при таком же количестве поражений и сохранил место в топ-50 рейтинга.

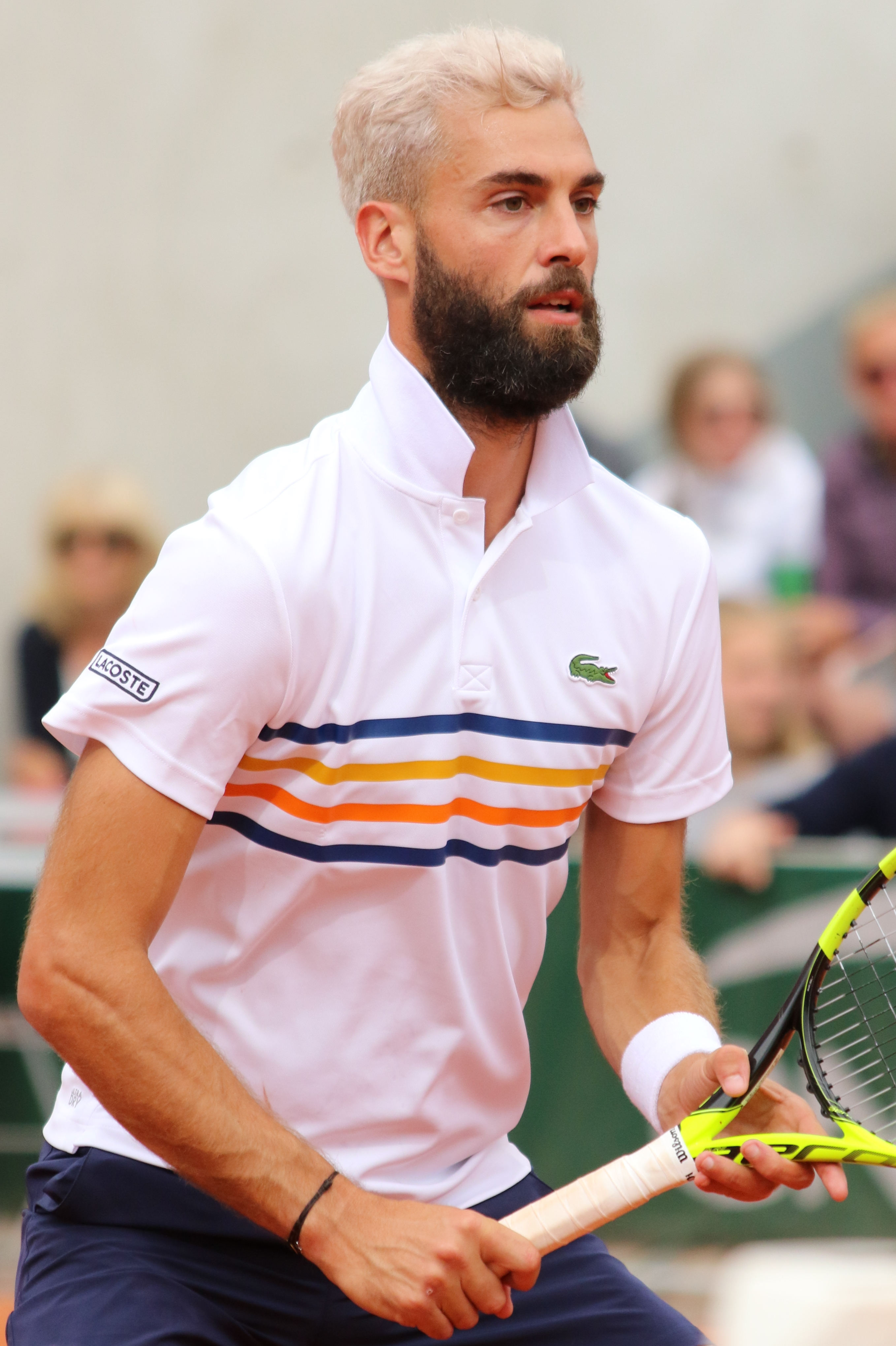
Пер на Открытом чемпионате Франции 2018 года

2018 год Пер начал с двух полуфиналов подряд — в Пуне (Индия), где уступил 14-й ракетке мира Кевину Андерсону, и в Сиднее, где его остановил Алекс де Минор. В дальнейшем он обыграл на турнире Мастерс в Майами Новака Джоковича, а в Халле был очень близок к тому, чтобы вывести из борьбы Роджера Федерера, но не реализовал два матч-бола, уступив со счётом 3:6, 6:3, 6:7. В то же время за год француз проиграл четырём соперникам из второй и третьей сотни рейтинга, включая 231-ю ракетку мира Митчелла Крюгера (в 1-м раунде в Индиан-Уэлсе) и 217-ю ракетку мира Егора Герасимова (в Москве). В сентябре капитан сборной Франции Янник Ноа впервые пригласил Пера, которому уже исполнилось 29 лет, в состав команды на полуфинальный матч Кубка Дэвиса против испанцев. Дебютант оправдал оказанное доверие, выиграв первую встречу матча у Пабло Карреньо, а на следующий день французы досрочно выиграли матч. В финале Пер не играл и закончил сезон на 52-м месте в рейтинге, впервые за четыре года не попав в топ-50. В парном разряде, несмотря на выход в финал на турнире АТР в Марракеше, он остался во второй сотне рейтинга.
В марте 2019 года Пер добрался до финала «челленджера» в Марбелье (Испания), где уступил испанцу Пабло Андухару со счётом 1-2. На турнире серии АТР в Марракеше ему удалось выиграть первый титул в календарном году. Француз сумел взять реванш у Андухара, переиграв своего соперника в двух сетах (6-2, 6-3). В мае Пер пробился через квалификацию на турнир серии Мастерс в Риме, однако развить успех не удалось, и француз уступил в первом раунде основной сетки теннисисту из Молдавии Раду Алботу со счётом 0-2. В конце мая Пер выиграл турнир серии АТР в Лионе (Франция), по ходу обыграв сеяных соперников Дениса Шаповалова и Феликса Оже-Альяссима. В Открытом чемпионате Франции и на Уимблдонском турнире француз дошёл до 1/8 финала, где проиграл соответственно Нисикори (занимавшему седьмое место в рейтинге) и Роберто Баутисте Агуту. В свой третий финал за год Пер вышел в Уинстон-Сейлеме, проиграв там поляку Хуркачу. Сезон 2019 года стал для Пера рекордным по числу побед (34) и титулов (2 из 3, завоёванных к тому моменту).

### 2020—2023
В начале 2020 года Пер защищал цвета французского флага в командном Кубке ATP, принеся команде два очка в трёх встречах, но не сумел реализовать матчбол в игре с представлявшим ЮАР Кевином Андерсоном, что не позволило французам выйти из отборочной группы. После этого Пер дошёл до финала турнира в Окленде, где уступил соотечественнику Уго Эмберу, а в Открытом чемпионате Австралии, где был посеян под 21-м номером, выбыл из борьбы уже во втором круге, проиграв Марину Чиличу. Несмотря на это, в начале февраля француз впервые с мая 2016 года вернулся в число 20 лучших игроков мира (улучшив также личное достижение в парном разряде после выхода в третий круг на Открытом чемпионате Австралии). После перерыва в сезоне, вызванного пандемией COVID-19, Пер был вынужден сняться с Открытого чемпионата США, когда у него было диагностировано это заболевание. Позже он принял участие в турнире в Гамбурге, несмотря на ещё два положительных анализа на COVID-19, но не окончил свой матч в первом круге. После этого до конца сезона француз сумел выиграть только один матч, победив в первом круге Открытого чемпионата Франции, но затем уступив 99-й ракетке мира Гильермо Кориа.
Начало 2021 года было ознаменовано для Пера серией из семи поражений подряд, которую он прервал только в начале мая в Мадриде. Кроме того, в этот же период скандальное поведение игрока привело к его исключению из готовящейся к Олиимпийским играм в Токио французской делегации. Лучшим результатом Пера за 2021 год стал выход в парный финал турнира ATP в Кордове (Аргентина), где его партнёром был представлявший Монако Ромен Арнеодо. Ещё дважды француз играл в полуфиналах, а в турнирах Большого шлема пробивался в третий круг на Открытых чемпионатах Франции и США. В одиночном разряде, напротив, он не поднимался выше четвертьфинала (хотя среди таких соревнований был турнир Мастерс в Цинциннати, где француз обыграл Шаповалова, занимавшего 10-е место в рейтинге. Во всех четырёх турнирах Большого шлема Пер проигрывал уже в первом раунде. В итоге он завершил год на 46-м месте в одиночном рейтинге и 66-м в парах, по ходу сезона улучшив свой рекорд в парном рейтинге.
В начале 2022 года дошёл до третьего круга в Открытом чемпионате Австралии, победив 28-ю ракетку мира Григора Димитрова, но уступил занимавшему в рейтинге 4-ю строчку Стефаносу Циципасу. После этого в девяти турнирах ATP подряд проигрывал в первом круге, снова прервав серию поражений в Мадриде. Неудачи в турнирах ATP продолжались до Открытого чемпионата США, после которого Пер уже играл в «челленджерах», но даже в них не проходил дальше четвертьфинала и завершил сезон в конце второй сотни рейтинга. В 2023 году он тоже в основном выступал в «челленджерах», четырежды доходил на этом уровне до финалов и два из них выиграл. В турнирах основного тура ATP ему не удавалось пройти дальше первого круга, а в турнирах Большого шлема француз ни разу не преодолел квалификационный этап, снова закончив год за пределами топ-100 в рейтинге. Это положение сохранилось и усугубилось в 2024 году: француз снова ни разу не попал в основную сетку в турнирах Большого шлема и почти не играл в основном туре ATP, но и в «челленджерах» не добивался успехов, только один раз добравшись до четвертьфинала.

## Рейтинг на конец года
| Год  | Одиночный рейтинг | Парный рейтинг |
| 2024 | 415               | 1161           |
| 2023 | 117               | 527            |
| 2022 | 179               | 291            |
| 2021 | 46                | 66             |
| 2020 | 28                | 93             |
| 2019 | 24                | 102            |
| 2018 | 52                | 137            |
| 2017 | 41                | 172            |
| 2016 | 47                | 178            |
| 2015 | 19                | 319            |
| 2014 | 118               | 1139           |
| 2013 | 26                | 91             |
| 2012 | 47                | 382            |
| 2011 | 95                | 314            |
| 2010 | 152               | 795            |
| 2009 | 331               | 1247           |
| 2008 | 629               | 1147           |
| 2007 | 679               |                |

## Выступления на турнирах

### Финалы турнировATPв одиночном разряде (9)

#### Победы (3)
| Легенда                     |
| --------------------------- |
| Турниры Большого шлема (0)* |
| Итоговый турнир ATP (0)     |
| Мастерс (0)                 |
| АТР 500 (0)                 |
| АТР 250 (3+1)               |

| Титулы по покрытиям | Титулы по месту проведения матчей турнира |
| ------------------- | ----------------------------------------- |
| Хард (0+1)*         | Зал (0)                                   |
| Грунт (3)           | Зал (0)                                   |
| Трава (0)           | Открытый воздух (3+1)                     |
| Ковёр (0)           | Открытый воздух (3+1)                     |

* количество побед в одиночном разряде + количество побед в парном разряде.
| №  | Дата           | Турнир            | Покрытие | Соперник в финале   | Счёт       |
| 1. | 26 июля 2015   | Бостад, Швеция    | Грунт    | Томми Робредо       | 7-6(7) 6-3 |
| 2. | 14 апреля 2019 | Марракеш, Марокко | Грунт    | Пабло Андухар       | 6-2 6-3    |
| 3. | 25 мая 2019    | Лион, Франция     | Грунт    | Феликс Оже-Альяссим | 6-4 6-3    |

#### Поражения (6)
| №  | Дата             | Турнир                 | Покрытие   | Соперник в финале | Счёт              |
| 1. | 6 мая 2012       | Белград, Сербия        | Грунт      | Андреас Сеппи     | 3-6 2-6           |
| 2. | 10 февраля 2013  | Монпелье, Франция      | Хард (зал) | Ришар Гаске       | 2-6 3-6           |
| 3. | 11 октября 2015  | Токио, Япония          | Хард       | Стэн Вавринка     | 2-6 4-6           |
| 4. | 24 сентября 2017 | Мец, Франция           | Хард (зал) | Петер Гоёвчик     | 5-7 2-6           |
| 5. | 25 августа 2019  | Уинстон-Сейлем, США    | Хард       | Хуберт Хуркач     | 3-6 6-3 3-6       |
| 6. | 18 января 2020   | Окленд, Новая Зеландия | Хард       | Юго Эмбер         | 6-7(2) 6-3 6-7(5) |

### Финалы челленджеров и фьючерсов в одиночном разряде (30)

#### Победы (14)
| Условные обозначения |
| Челленджеры (8)*     |
| Фьючерсы (6+1)       |

| Титулы по покрытиям | Титулы по месту проведения матчей турнира |
| ------------------- | ----------------------------------------- |
| Хард (9+1)*         | Зал (5)                                   |
| Грунт (5)           | Зал (5)                                   |
| Трава (0)           | Открытый воздух (9+1)                     |
| Ковёр (0)           | Открытый воздух (9+1)                     |

* количество побед в одиночном разряде + количество побед в парном разряде.
| №   | Дата             | Турнир                            | Покрытие   | Соперник в финале   | Счёт            |
| 1.  | 15 июля 2007     | Бурк-ан-Брес, Франция             | Грунт      | Эрик Продон         | 2-6 6-2 6-3     |
| 2.  | 14 июня 2009     | Копер, Словения                   | Грунт      | Марко Мирнегг       | 6-7(4) 6-4 6-3  |
| 3.  | 17 января 2010   | Плантейшн, США                    | Грунт      | Марко Мирнегг       | 6-2 6-7(10) 7-5 |
| 4.  | 7 марта 2010     | Фару, Португалия                  | Хард       | Адриан Кручат       | 3-6 6-4 6-2     |
| 5.  | 21 марта 2010    | Албуфейра, Португалия             | Хард       | Томас Схорел        | 7-6(5) 6-4      |
| 6.  | 11 сентября 2011 | Брашов, Румыния                   | Грунт      | Максим Тейшейра     | 6-4 3-0 — отказ |
| 7.  | 20 ноября 2011   | Зальцбург, Австрия                | Хард (зал) | Грега Жемля         | 6-7(6) 6-4 6-4  |
| 8.  | 31 марта 2013    | Ле-Госье, Франция                 | Хард       | Сергей Стаховский   | 6-4 5-7 6-4     |
| 9.  | 25 января 2015   | Брессюир, Франция                 | Хард (зал) | Максим Тейшейра     | 6-3 0-6 6-2     |
| 10. | 15 февраля 2015  | Бергамо, Италия                   | Хард (зал) | Александр Недовесов | 6-3 7-6(3)      |
| 11. | 8 марта 2015     | Кемпер, Франция                   | Хард (зал) | Грегуар Баррер      | 6-4 3-6 6-4     |
| 12. | 15 ноября 2015   | Муийрон-ле-Каптиф, Франция        | Хард (зал) | Люка Пуй            | 6-4 1-6 7-6(7)  |
| 13. | 12 марта 2023    | Пуэрто-Вальярта, Мексика          | Хард       | Юта Симидзу         | 3-6 6-0 6-2     |
| 14. | 16 июля 2023     | Сан-Бенедетто-дель-Тронто, Италия | Грунт      | Ришар Гаске         | 4-6 6-1 6-1     |

#### Поражения (16)
| №   | Дата             | Турнир                       | Покрытие    | Соперник в финале        | Счёт           |
| 1.  | 15 июня 2008     | Бассано-дель-Граппа, Италия  | Грунт       | Патрик Прадер            | 5-7 3-6        |
| 2.  | 12 июля 2009     | Филикстоу, Великобритания    | Трава       | Александр Садецки        | 1-6 3-6        |
| 3.  | 22 августа 2009  | Санкт-Пёльтен, Австрия       | Грунт       | Аляж Бедене              | 4-6 0-6        |
| 4.  | 20 сентября 2009 | Порту, Португалия            | Грунт       | Даниэль Сметхёрст        | 6-3 4-6 4-6    |
| 5.  | 4 октября 2009   | Хамбах, Германия             | Ковёр (зал) | Петер Гоёвчик            | 4-6 4-6        |
| 6.  | 14 марта 2010    | Лагуш, Португалия            | Хард        | Гильермо Алькайде        | 4-6 6-4 3-6    |
| 7.  | 2 мая 2010       | Вик, Испания                 | Грунт       | Серхио Гутьеррес Ферроль | 6-2 5-7 5-7    |
| 8.  | 4 июля 2010      | Арад, Румыния                | Грунт       | Давид Гес                | 3-6 6-1 3-6    |
| 9.  | 22 августа 2010  | Сан-Себастьян, Испания       | Грунт       | Альберт Рамос            | 4-6 2-6        |
| 10. | 3 апреля 2011    | Сен-Бриё, Франция            | Грунт (зал) | Максим Тейшейра          | 3-6 0-6        |
| 11. | 1 марта 2015     | Шербур-Октевиль, Франция     | Хард (зал)  | Норберт Гомбош           | 1-6 6-7(4)     |
| 12. | 25 октября 2015  | Брест, Франция               | Хард (зал)  | Иван Додиг               | 5-7 1-6        |
| 13. | 9 апреля 2017    | София-Антиполис, Франция     | Грунт       | Аляж Бедене              | 2-6 2-6        |
| 14. | 31 марта 2019    | Марбелья, Испания            | Грунт       | Пабло Андухар            | 6-4 6-7(6) 4-6 |
| 15. | 14 мая 2023      | Франкавилла-аль-Маре, Италия | Грунт       | Алехандро Табило         | 1-6 5-7        |
| 16. | 3 декабря 2023   | Мая, Португалия              | Грунт (зал) | Нуну Боржеш              | 1-6 4-6        |

### Финалы турнировATPв парном разряде (4)

#### Победы (1)
| №  | Дата          | Турнир        | Покрытие | Партнёр       | Соперники в финале          | Счёт    |
| 1. | 6 января 2013 | Ченнаи, Индия | Хард     | Стэн Вавринка | Андре Бегеман Мартин Эммрих | 6-2 6-1 |

#### Поражения (3)
| №  | Дата            | Турнир             | Покрытие | Партнёр            | Соперники в финале                 | Счёт           |
| 1. | 10 января 2016  | Ченнай, Индия      | Хард     | Остин Крайчек      | Оливер Марах Фабрис Мартен         | 3-6 5-7        |
| 2. | 14 апреля 2018  | Марракеш, Марокко  | Грунт    | Эдуар Роже-Васслен | Никола Мектич Александр Пейя       | 5-7 6-3 [7-10] |
| 3. | 28 февраля 2021 | Кордова, Аргентина | Грунт    | Ромен Арнеодо      | Рафаэл Матос Фелипе Мелигени Алвес | 4-6 1-6        |

### Финалы челленджеров и фьючерсов в парном разряде (3)

#### Победы (1)
| №  | Дата         | Турнир           | Покрытие | Партнёр           | Соперники в финале            | Счёт          |
| 1. | 7 марта 2010 | Фару, Португалия | Хард     | Тома Касе-Каррере | Пётр Годомский Матеуш Шмигель | 7-6(6) 7-6(3) |

#### Поражения (2)
| №  | Дата             | Турнир            | Покрытие | Партнёр     | Соперники в финале                          | Счёт       |
| 1. | 24 июля 2011     | Орбетелло, Италия | Грунт    | Ромен Жуан  | Игорь Зеленай Юлиан Ноул                    | 1-6 6-7(2) |
| 2. | 11 сентября 2011 | Брашов, Румыния   | Грунт    | Душан Лойда | Виктор-Мугурель Анагнастополь Флорин Мерджа | 2-6 3-6    |

## История выступлений на турнирах
По состоянию на 28 ноября 2024 года
Для того, чтобы предотвратить неразбериху и удваивание счета, информация в этой таблице корректируется только по окончании турнира или по окончании участия там данного игрока.
| Турнир                       | 2008  | 2009          | 2010          | 2011          | 2012  | 2013          | 2014          | 2015          | 2016  | 2017          | 2018          | 2019          | 2020          | 2021          | 2022          | 2023          | 2024  | Итог   | В/П за карьеру |
| ---------------------------- | ----- | ------------- | ------------- | ------------- | ----- | ------------- | ------------- | ------------- | ----- | ------------- | ------------- | ------------- | ------------- | ------------- | ------------- | ------------- | ----- | ------ | -------------- |
| Турниры Большого шлема       |       |               |               |               |       |               |               |               |       |               |               |               |               |               |               |               |       |        |                |
| Открытый чемпионат Австралии | -     | -             | -             | 2Р            | 1Р    | 1Р            | 3Р            | К1            | 1Р    | 3Р            | 1Р            | 1Р            | 2Р            | 1Р            | 3Р            | К2            | К1    | 0 / 11 | 8-11           |
| Открытый чемпионат Франции   | К1    | К3            | 1Р            | 1Р            | 2Р    | 3Р            | 2Р            | 3Р            | 2Р    | 1Р            | 2Р            | 4Р            | 2Р            | 1Р            | 1Р            | 1Р            | K1    | 0 / 14 | 12-14          |
| Уимблдонский турнир          | -     | -             | К1            | 1Р            | 3Р    | 3Р            | 1Р            | 2Р            | 2Р    | 4Р            | 3Р            | 4Р            | НП            | 1Р            | 1Р            | К1            | К1    | 0 / 11 | 14-11          |
| Открытый чемпионат США       | -     | -             | 2Р            | К1            | 2Р    | 1Р            | 2Р            | 4Р            | 2Р    | 2Р            | 2Р            | 2Р            | -             | 1Р            | 1Р            | К2            | К1    | 0 / 11 | 10-11          |
| Итог                         | 0 / 0 | 0 / 0         | 0 / 2         | 0 / 3         | 0 / 4 | 0 / 4         | 0 / 4         | 0 / 3         | 0 / 4 | 0 / 4         | 0 / 4         | 0 / 4         | 0 / 2         | 0 / 4         | 0 / 4         | 0 / 1         | 0 / 0 | 0 / 47 |                |
| В/П в сезоне                 | 0-0   | 0-0           | 1-2           | 1-3           | 4-4   | 4-4           | 4-4           | 6-3           | 3-4   | 6-4           | 4-4           | 7-4           | 2-2           | 0-4           | 2-4           | 0-1           | 0-0   |        | 44-47          |
| Олимпийские игры             |       |               |               |               |       |               |               |               |       |               |               |               |               |               |               |               |       |        |                |
| Летняя олимпиада             | -     | Не проводился | Не проводился | Не проводился | -     | Не проводился | Не проводился | Не проводился | 2Р    | Не проводился | Не проводился | Не проводился | Не проводился | -             | Не проводился | Не проводился | -     | 0 / 1  | 1-1            |
| Турниры серии Мастерс        |       |               |               |               |       |               |               |               |       |               |               |               |               |               |               |               |       |        |                |
| Индиан-Уэлс                  | -     | -             | -             | -             | 1Р    | 3Р            | -             | -             | 2Р    | 1Р            | 1Р            | 1Р            | НП            | 1Р            | 1Р            | -             | К1    | 0 / 8  | 2-8            |
| Майами                       | -     | -             | -             | -             | К2    | 1Р            | -             | К2            | 3Р    | 3Р            | 3Р            | 1Р            | НП            | 2Р            | 1Р            | 1Р            | К1    | 0 / 8  | 5-8            |
| Монте-Карло                  | -     | -             | -             | K1            | -     | 2Р            | 1Р            | 2Р            | 3Р    | 1Р            | 1Р            | -             | НП            | 1Р            | 1Р            | K2            | -     | 0 / 8  | 4-8            |
| Мадрид                       | -     | -             | -             | -             | -     | 2Р            | 1Р            | -             | 1Р    | 3Р            | 2Р            | K1            | НП            | 2Р            | 1Р            | 1Р            | -     | 0 / 8  | 5-8            |
| Рим                          | -     | -             | -             | -             | -     | 1/2           | -             | K2            | 2Р    | 2Р            | 3Р            | 1Р            | 1Р            | 1Р            | K1            | -             | -     | 0 / 7  | 8-7            |
| Монреаль/Торонто             | -     | -             | -             | -             | -     | 3Р            | 2Р            | -             | 1Р    | 2Р            | 2Р            | 1Р            | НП            | 2Р            | 1Р            | -             | -     | 0 / 8  | 6-8            |
| Цинциннати                   | -     | -             | -             | -             | -     | 1Р            | 1Р            | 2Р            | 1Р    | 1Р            | 2Р            | 2Р            | 1Р            | 1/4           | K1            | -             | -     | 0 / 9  | 6-9            |
| Шанхай                       | НП    | -             | -             | -             | 2Р    | 2Р            | -             | -             | 2Р    | 1Р            | 2Р            | 2Р            | Не проводился | Не проводился | Не проводился | -             | -     | 0 / 6  | 5-6            |
| Париж                        | -     | -             | K1            | K2            | 2Р    | 1Р            | -             | 2Р            | 1Р    | 1Р            | 1Р            | 2Р            | -             | 1Р            | -             | -             | -     | 0 / 8  | 3-8            |
| Статистика за карьеру        |       |               |               |               |       |               |               |               |       |               |               |               |               |               |               |               |       |        |                |
| Проведено финалов            | 0     | 0             | 0             | 0             | 1     | 1             | 0             | 2             | 0     | 1             | 0             | 3             | 1             | 0             | 0             | 0             | 0     |        | 9              |
| Выиграно турниров АТП        | 0     | 0             | 0             | 0             | 0     | 0             | 0             | 1             | 0     | 0             | 0             | 2             | 0             | 0             | 0             | 0             | 0     |        | 3              |
| В/П: всего                   | 0-0   | 0-0           | 1-4           | 5-10          | 26-26 | 32-30         | 10-19         | 25-17         | 23-32 | 31-31         | 27-28         | 34-29         | 10-13         | 13-30         | 4-22          | 0-4           | 2-3   |        | 243-298        |
| Σ % побед                    | -     | -             | 20 %          | 33 %          | 50 %  | 52 %          | 34 %          | 60 %          | 42 %  | 50 %          | 49 %          | 54 %          | 43 %          | 30 %          | 15 %          | 0 %           | 40 %  |        | 44,9 %         |

К — проигрыш в квалификационном турнире.

## Победы над теннисистами из топ-10
По состоянию на 8 апреля 2024 года
| №    | Игрок                  | Рейтинг | Турнир                 | Покрытие   | Этап       | Счёт                   |
| ---- | ---------------------- | ------- | ---------------------- | ---------- | ---------- | ---------------------- |
| 2013 |                        |         |                        |            |            |                        |
| 1.   | Хуан Мартин Дель Потро | 7       | Рим, Италия            | Грунт      | 3-й раунд  | 6-4 7-6(3)             |
| 2.   | Стэн Вавринка          | 10      | Монреаль, Канада       | Хард       | 2-й раунд  | 6-2 7-6(2)             |
| 2015 |                        |         |                        |            |            |                        |
| 3.   | Кэй Нисикори           | 4       | Открытый чемпионат США | Хард       | 1-й раунд  | 6-4 3-6 4-6 7-6(6) 6-4 |
| 4.   | Кэй Нисикори           | 6       | Токио, Япония          | Хард       | 1/2 финала | 1-6 6-4 6-2            |
| 2016 |                        |         |                        |            |            |                        |
| 5.   | Стэн Вавринка          | 4       | Марсель, Франция       | Хард (зал) | 1/4 финала | 6-4 1-6 7-5            |
| 2017 |                        |         |                        |            |            |                        |
| 6.   | Стэн Вавринка          | 3       | Мадрид, Испания        | Грунт      | 2-й раунд  | 7-5 4-6 6-2            |
| 2021 |                        |         |                        |            |            |                        |
| 7.   | Денис Шаповалов        | 10      | Цинциннати, США        | Хард       | 2-й раунд  | 6-3 4-6 7-5            |